# Вест-Гіллс (Нью-Йорк)
Вест-Гіллс (англ. West Hills) — переписна місцевість (CDP) в США, в окрузі Саффолк штату Нью-Йорк. Населення — 5385 осіб (2020).

## Географія
Вест-Гіллс розташований за координатами 40°49′11″ пн. ш. 73°26′2″ зх. д. / 40.81972° пн. ш. 73.43389° зх. д. (40.819860, -73.433914). За даними Бюро перепису населення США в 2010 році переписна місцевість мала площу 12,76 км², уся площа — суходіл.

## Демографія
Згідно з переписом 2010 року, у переписній місцевості мешкали 5592 особи в 1974 домогосподарствах у складі 1602 родин. Густота населення становила 438 осіб/км². Було 2037 помешкань (160/км²).
Расовий склад населення:
| - 90,6 % — білих - 5,4 % — азіатів - 1,3 % — чорних або афроамериканців - 0,1 % — вихідців з тихоокеанських островів - 1,2 % — осіб інших рас |

До двох чи більше рас належало 1,5 %. Частка іспаномовних становила 5,4 % від усіх жителів.
За віковим діапазоном населення розподілялося таким чином: 22,0 % — особи молодші 18 років, 62,4 % — особи у віці 18—64 років, 15,6 % — особи у віці 65 років та старші. Медіана віку мешканця становила 45,2 року. На 100 осіб жіночої статі у переписній місцевості припадало 97,4 чоловіків; на 100 жінок у віці від 18 років та старших — 94,8 чоловіків також старших 18 років.
Середній дохід на одне домашнє господарство становив 152 363 долари США (медіана — 114 141), а середній дохід на одну сім'ю — 178 181 долар (медіана — 131 929). Медіана доходів становила 89 107 доларів для чоловіків та 71 324 долари для жінок. За межею бідності перебувало 1,6 % осіб, у тому числі 0,0 % дітей у віці до 18 років та 0,0 % осіб у віці 65 років та старших.
Цивільне працевлаштоване населення становило 2664 особи. Основні галузі зайнятості: освіта, охорона здоров'я та соціальна допомога — 31,1 %, науковці, спеціалісти, менеджери — 16,0 %, фінанси, страхування та нерухомість — 13,1 %.

## Персоналії
- Волт Вітмен (1819—1892) — американський поет, есеїст, журналіст та гуманіст.